# Michelle French
Michelle Ann French (27 de janeiro de 1977) é uma ex-futebolista estadunidense, que atuava como meia.

## Carreira
Michelle French representou a Seleção Estadunidense de Futebol Feminino nas Olimpíadas de 2000.